# Gwyn Staley 400 1967
Gwyn Staley 400 1967, även Gwyn Staley memorial 400, var ett stockcarlopp ingående i  Nascar Grand National Series (nuvarande Nascar Cup Series) som kördes 16 april 1967 på den 0,625 mile (1,005 km) långa ovalbanan North Wilkesboro Speedway i North Wilkesboro, North Carolina. Totalt avverkades 250 miles (402,336 km) fördelat på 400 varv. Banunderlaget var asfalt. Loppet vanns av Darel Dieringer i en Ford på tiden 2:40.16 körande för Junior Johnson & Associates. Dieringers snitthastighet var 93,594 mph. Dieringer tog ledningen redan på det första varvet av loppet och höll den sedan ända in i mål. Han var vid målgång ensam förare på ledarvarvet, ett varv före tvåan Cale Yarborough. Prispotten uppgick till 17 700 dollar, varav 5 150 dollar gick till segraren. Loppet är uppkallat efter stockcarföraren Gwyn Staley som förolyckades på Atlantic Rural Fairgrounds (nuvarande Richmond Raceway) 23 mars 1958 i ett lopp ingående i Nascar Convertible Division.

## Resultat
| Plc     | Nr | Förare          | Team/ bilägare              | Konstruktör | Start | Varv | Ledda varv |
| ------- | -- | --------------- | --------------------------- | ----------- | ----- | ---- | ---------- |
| 1       | 26 | Darel Dieringer | Junior Johnson & Associates | Ford        | 1     | 400  | 400        |
| 2       | 21 | Cale Yarborough | Wood Brothers Racing        | Ford        | 4     | 399  | 0          |
| 3       | 29 | Dick Hutcherson | Bondy Long                  | Ford        | 8     | 396  | 0          |
| 4       | 14 | Jim Paschal     | Tom Friedkin                | Plymouth    | 3     | 396  | 0          |
| 5       | 1  | Paul Lewis      | King Enterprises            | Dodge       | 6     | 392  | 0          |
| 6       | 2  | Bobby Allison   | J.D. Bracken                | Chevrolet   | 10    | 391  | 0          |
| 7       | 43 | Richard Petty   | Petty Enterprises           | Plymouth    | 2     | 389  | 0          |
| 8       | 4  | John Sears      | DeWitt Racing               | Ford        | 9     | 389  | 0          |
| 9       | 48 | James Hylton    | Bud Hartje                  | Dodge       | 12    | 386  | 0          |
| 10      | 11 | J.T. Putney     | J.T. Putney                 | Chevrolet   | 16    | 378  | 0          |
| 11      | 20 | Clyde Lynn      | Negre Racing                | Ford        | 21    | 376  | 0          |
| 12      | 87 | Buck Baker      | Buck Baker Racing           | Ford        | 15    | 369  | 0          |
| 13      | 34 | Wendell Scott   | Scott Racing                | Ford        | 23    | 368  | 0          |
| 14      | 45 | Bill Seifert    | Seifert Racing              | Ford        | 24    | 368  | 0          |
| 15      | 76 | Tiny Lund       | Don Culpepper               | Ford        | 34    | 364  | 0          |
| 16      | 63 | Larry Manning   | Larry Manning               | Ford        | 22    | 362  | 0          |
| 17      | 38 | Wayne Smith     | Archie Smith                | Chevrolet   | 28    | 357  | 0          |
| 18      | 64 | Elmo Langley    | Langley-Woodfield Racing    | Ford        | 13    | 325  | 0          |
| 19      | 09 | Max Ledbetter   | Garland Miller              | Chevrolet   | 25    | 319  | 0          |
| 20      | 46 | Roy Mayne       | Tom Hunter                  | Chevrolet   | 19    | 291  | 0          |
| 21      | 57 | George Poulos   | George Poulos               | Plymouth    | 31    | 271  | 0          |
| 22      | 97 | Henley Gray     | Gray Racing                 | Ford        | 27    | 270  | 0          |
| 23      | 01 | Paul Dean Holt  | Dennis Holt                 | Ford        | 30    | 210  | 0          |
| 24      | 75 | Earl Brooks     | Gene Black                  | Ford        | 32    | 203  | 0          |
| 25      | 18 | Dick Johnson    | Dick Johnson                | Ford        | 20    | 178  | 0          |
| 26      | 6  | David Pearson   | Owens Racing                | Dodge       | 5     | 134  | 0          |
| 27      | 67 | Buddy Arrington | Arrington Racing            | Dodge       | 18    | 126  | 0          |
| 28      | 99 | Paul Goldsmith  | Nichels Engineering         | Plymouth    | 7     | 95   | 0          |
| 29      | 40 | Eddie Yarboro   | Eddie Yarboro               | Dodge       | 26    | 85   | 0          |
| 30      | 25 | Sam McQuagg     | Robertson Racing            | Ford        | 17    | 50   | 0          |
| 31      | 35 | Harold Stockton | Ken Carpenter               | Oldsmobile  | 29    | 49   | 0          |
| 32      | 29 | Friday Hassler  | Red Sharp                   | Chevrolet   | 14    | 31   | 0          |
| 33      | 49 | G.C. Spencer    | GC Spencer Racing           | Plymouth    | 11    | 4    | 0          |
| 34      | 32 | Larry Miller    | Larry Miller                | Dodge       | 33    | 1    | 0          |
| Källor: |    |                 |                             |             |       |      |            |